# Gora Gerasimova
Gora Gerasimova (englische Transkription von russisch Гора Герасимова Gora Gerassimowa) ist ein Nunatak im westantarktischen Queen Elizabeth Land. Am südlichen Ende der Forrestal Range in den Pensacola Mountains ragt er nordwestlich des Grob Ridge auf.
Russische Wissenschaftler benannten ihn. Der weitere Benennungshintergrund ist nicht überliefert.